# Massimiliano Finazzer Flory
Massimiliano Finazzer Flory (Monfalcone, 17 giugno 1964) è un regista e attore italiano.

## Biografia
Esordisce come attore teatrale con il progetto In viaggio con Virgilio (2005), il racconto dell'Eneide, e L'altro viaggio di Rainer Maria Rilke (2005), andato in scena per la prima volta al Piccolo Teatro Studio di Milano.
Ha ideato alcuni spettacoli imperniati sul rapporto tra letteratura, filosofia, arte e musica. Questa sua azione culturale – nella città di adozione, Milano – gli ha valso riconoscimenti quali il Premio Cenacolo, l'Ambrogino d'oro, il Paul Harris Fellow del Rotary International e la Rosa Camuna della Regione Lombardia.
A teatro ha messo in scena: Vita a credito, Lo specchio di Borges con musica di Astor Piazzolla e L'orecchio di Beethoven, spettacolo-biografia incentrato sulla figura del compositore tedesco.
Si è avvicinato anche alla poesia scrivendo Trittico sulla parola che gli è valso nel 2008 il Premio nazionale Lorenzo Montano.
Viene premiato da Umberto Eco come vincitore del Premio Speciale "Premio Cenacolo Editoria e Innovazione" indetto da Assolombarda, con la motivazione "Un modello di eccellenza e di integrazione tra produzione culturale e strategie di comunicazione". La Fondazione Rotary del Rotary International gli attribuisce nel 2007 il Paul Harris Fellow in segno di apprezzamento e riconoscenza per il suo tangibile e significativo apporto nel promuovere una miglior comprensione reciproca e amichevoli relazioni fra i popoli di tutto il mondo.
Il 7 dicembre 2007 gli è stato conferito dalle autorità del Comune di Milano l'Ambrogino d'oro con la seguente motivazione: "in qualità di saggista, autore di teatro, editorialista e curatore di rassegne culturali ha fatto di Milano, in questi anni, il centro di una serie di eventi che coniugano partecipazione popolare e qualità di contenuto".
Da assessore alla Cultura del Comune di Milano tra il 2008 e il 2011, ha collaborato con il Corriere della Sera (dorso Veneto) e ha diretto due collane editoriali per San Paolo Edizioni e Skira Editore.
Nel luglio del 2010 ha debuttato al Festival dei Due Mondi di Spoleto con Il tempo di Gustav Mahler, dedicato al compositore boemo. Per i 150 anni dell'Unità d'Italia ha portato sulla scena internazionale I promessi sposi di Alessandro Manzoni. Dal Lincoln Center di New York lo spettacolo è stato in tournée in tutto il mondo.
Per il suo spettacolo Pinocchio, storia di un burattino, rappresentato nelle principali città degli Stati Uniti, gli viene conferito il Premio Lions Pinocchio di Collodi 2013.
Nell'agosto del 2014 gira il suo primo film interamente a New York, tra Manhattan e Brooklyn, un lungometraggio dedicato alla storia del futurismo italiano riambientata negli USA, dal titolo: Marinetti a New York.
La sua opera teatrale Essere Leonardo da Vinci, ovvero la biografia di Leonardo, presentata in anteprima a Londra nel 2012 in occasione della mostra Leonardo da Vinci. Painter at the court of Milan, viene allestita durante il periodo di EXPO 2015 a Milano. Nel maggio 2016 al Teatro Farnese di Parma debutta la sua opera di teatro-musica Verdi legge Verdi su testi autentici del compositore italiano.
A 150 anni dalla morte di Charles Baudelaire, Finazzer Flory realizza il cortometraggio Parigi Baudelaire, passeggiata poetica.
Nel gennaio 2019 realizza e produce il lungometraggio Essere Leonardo da Vinci, in collaborazione con Rai Cinema e con il patrocinio del Comitato Nazionale per le celebrazioni dei 500 anni dalla morte di Leonardo da Vinci.
Nel 2020 realizza l'opera cinematografica Ali Dorate i giorni del silenzio, in collaborazione con Rai Cinema con il patrocinio del Comune di Milano e presentato con successo durante la 77ª Mostra del Cinema di Venezia. Girato nella Milano deserta del Venerdì santo, nei giorni della Passione e del lockdown per il Covid-19, diciannove statue di personaggi storici prendono la parola e, riprese da droni interrogano, confortano e esortano alla speranza, nel cambiamento, i milanesi chiusi nelle loro case. 
Presenta con successo nell'ambito della 78ª Mostra del Cinema di Venezia il film cortometraggio di sua regia La musa inquieta (2021), dedicato alla figura di Marta Marzotto, nota al mondo per il suo amore per la bellezza italiana.
Nel 2021 in occasione del 700º anniversario dalla scomparsa di Dante Alighieri realizza il film cortometraggio Dante, per nostra fortuna, con la sua regia e voce, in cui racconta in 27 minuti e con 21 canti tra inferno, purgatorio e paradiso la Divina Commedia con la danza contemporanea e gli occhi di un bambino, attraverso la metafora del teatro.
Nel 2021 è stato Direttore Artistico di Dante in Duomo dal 3 maggio al 7 luglio con la lettura integrale della Divina Commedia nel Duomo di Milano, conclusasi con il saluto e la benedizione del Santo Padre Papa Francesco e il conferimento della Medaglia d'oro e il diploma di benemerenza da parte della Società Dante Alighieri per l'impegno profuso per la valorizzazione e la diffusione della poesia di Dante nel 700º anniversario dalla sua scomparsa.
Nel 2022 realizza l'opera cinematografica “Un coach come padre. L’incredibile storia di Sandro Gamba” in collaborazione con FIP (Federazione Italiana Pallacanestro), una lettera aperta ai giovani per insegnare loro il racconto di una storia, quella di Gamba, tesa tra la guerra e le vittorie, tra ricordi ed emozioni di vita vissuta davvero.
Nel 2023 realizza in collaborazione con Rai Cinema il docufilm "Altri Comizi d'Amore". Il docu prende spunto dall’anniversario dalla nascita di Pasolini che nel 1965 girò Comizi d’amore per rivederlo e rappresentarlo in una nuova prospettiva, un’inchiesta a lieto fine, un’indagine con quarantasei tesi sui sentimenti attraverso tutte le generazioni.
Nel 2023 è direttore artistico del “Maggio Manzoniano” con la lettura dell’opera I Promessi Sposi nel Duomo di Milano in occasione del 150º anniversario dalla scomparsa di Alessandro Manzoni.
Con il Teatro dell’Opera di Roma debutta al Caracalla Festival 2024 con il suo spettacolo “Visse d’arte, visse d’amore. Aspettando Giacomo Puccini”, omaggio al grande compositore a cento anni dalla sua scomparsa.
Nel 2024 realizza per la Pallacanestro Reggiana il docufilm “Prima della Partita. 50 anni di basket reggiano (1974-2024)”, che ripercorre la storia del club biancorosso.
Nel settembre del 2024 per la cerimonia inaugurale dell’84º Congresso Internazionale della Società Dante Alighieri, a Roma al Palazzo del Quirinale, ha recitato alla presenza del Presidente della Repubblica Italiana Sergio Mattarella. 
Nel 2025 realizza in collaborazione con Rai Cinema il docufilm "Nel tuo occhio”. La storia di un filosofo che morì troppo presto. Omaggio a Carlo Michelstaedter. 
È Consigliere di Amministrazione della Fondazione Piccolo Teatro di Milano - Teatro d'Europa.
Vive e lavora dividendosi tra Milano e New York.

## Teatrografia
- Il mito e l'uomo, Il mito e la donna (2000-2001)
- In viaggio con Virgilio (2005)
- L'altro viaggio di Rainer Maria Rilke (2006)
- Lo specchio di Borges (2007)
- L'orecchio di Beethoven (2008)
- Il tempo di Gustav Mahler (2010) con Quirino Principe al Cineteatro Italia di Macerata per lo Sferisterio Opera Festival
- I promessi sposi (2011)
- Pinocchio (2012)
- Grande serata futurista (2013)
- Essere Leonardo da Vinci (2014)
- Verdi legge Verdi (2016)
- La morte del Re (2020)
- Dante, per nostra fortuna (2021)
- Omaggio alla lingua italiana (2023)
- Visse d'arte, visse d'amore. Aspettando Giacomo Puccini (2024)

## Filmografia
- Marinetti a New York (2015)
- Paris Baudelaire (2017)
- Essere Leonardo da Vinci (2019)
- Ali Dorate i giorni del silenzio – Golden Wings (2020)
- Dante, per nostra fortuna (2021)
- La musa inquieta (2021)
- Un coach come padre (2022)
- Altri Comizi d'Amore (2023)
- La storia di Peppino Fumagalli. La Candy, le imprese, la famiglia (2023)
- Prima della Partita. 50 anni di basket reggiano (2024)
- Il Mecenate (2024)
- Nel tuo occhio (2025)

## Riconoscimenti
- Nel 2023 gli viene conferita la Medaglia della Camera dei deputati alla carriera per la diffusione e salvaguardia della lingua italiana nello spettacolo dal vivo
- Riconoscimento da parte dell’Ambasciata argentina, per “aver diffuso la cultura argentina attraverso l’interpretazione della letteratura, della musica e della filosofia del grande scrittore Jorge Luis Borges” (2023)
- Medaglia d'oro e il diploma di benemerenza da parte della Società Dante Alighieri per l'impegno profuso per la valorizzazione e la diffusione della poesia di Dante nel 700º anniversario dalla sua scomparsa (2021)
- Winner Best Short Documentary – Vegas Movie Awards 2021
- Winner Best Short Documentary – New York Movie Awards 2021
- Winner Best Feature Film: Diamond Award  – NYC Indie Film Awards 2020
- Winner Best Indie Filmmaker – New York Film Awards
- Winner Best Actor – Actors Awards Los Angeles January
- Winner Best Inspirational Film – Award of Excellence – Vegas Movie Awards Gold
- Winner Best Feature Film – Diamond Award Hollywood Film Competition
- Winner Best Narrative Feature – Festigious International Film Festival Los Angeles
- Medaglia d'argento dal Governo francese per l'attività culturale e cinematografica (2019)
- Premio Arte & Cultura, Villa Sormani (2019)
- Where Award (2018)
- Premio Rosa Camuna Regione Lombardia eccellenza culturale (2017)
- Sigillo Trecentesco della Città di Trieste (2017)
- Premio Lions (2013)
- Ambrogino d'Oro Comune di Milano (2007)
- Paul Harris Fellow, Rotary International (2007)